# Joan Bergós i Massó
Joan Bergós i Massó (Lleida, 1894 - Barcelona, 1974). Va ser un arquitecte i assagista català.

## Biografia
El seu pare, Joan Bergós i Dejuan, era corredor de comerç al Banc d'Espanya i treballava com a caixer a l'edifici de la Caja de Ahorros y Monte Piedad de Lleida. De jove havia combatut per Carles VII a la tercera guerra carlina.
Va estudiar a l'Escola Superior d'Arquitectura de Barcelona i va estudiar pintura a l'escola d'art de Francesc d'Assís Galí i Fabra. Professor d'Art en fusta a l'Escola Superior de Bells Oficis de Barcelona, de la qual va ser degà. També fou professor de Construccions Industrials a l'Instituto de Electicidad y Mecánica Aplicadas, de Construccions Rurals a l'Escola Superior d'Agricultura i Formigó Armat i Maçoneria, a l'Escola del Treball de Barcelona.
A Barcelona va conèixer Antoni Gaudí, amb qui va mantenir una gran amistat i que influiria en alguns aspectes de la seva obra arquitectònica, en la qual també s'observa la utilització d'elements del Renaixement italià i de la tradició catalana. Va executar diverses obres a Lleida i a la Seu d'Urgell. Va projectar l'Altar del Sagrament de l'església de Sant Llorenç (1919), el retaule major de la Catedral Nova de Lleida (1923) i diversos edificis comercials i d'habitatges a Lleida. És també autor del col·legi Pitàgores a Almacelles (1919) i de l'escorxador municipal de la seva ciutat natal (1923) i de la reforma i eixamplament de la mateixa (1926). El 1935, col·laborant amb Lluís Bonet i Garí, Isidre Puig i Francesc Quintana, va participar en el discutit empenyorament de continuar la construcció de la Sagrada Família, a Barcelona, desafiant el perill de desvirtuar l'obra gaudiniana. Després de la guerra civil, va realitzar la cúpula del santuari del Cor de Maria (1940), la residència dels Pares Claretians (1946) i edificis d'habitatges a Barcelona. Va construir també a les Canàries, Osca i Cantàbria.
La seva primera obra d'arquitectura industrial fou la central hidroelèctrica de Cledes, encarregada el 1920. Gràcies a l'experiència que agafà, després en feu alguna més.

## Obra escrita
A la seva obra escrita destaquen els seus texts sobre materials i tècniques de construcció: Formulari tècnic de construccions rurals (1936), Construccions rurals a l'abast de tothom (1938), Formulari tècnic de construccions (1939), Construccions urbanes i rurals (1945-1952), Fustes de construcció, decoració i artesania (1951), Materials i elements de construcció (1953).
Entre els seus llibres sobre art, destaquen: La Catedral Vella de Lleida (1928), L'escultura a la Seu Vella de Lleida (1935), Antoni Gaudí, l'home i l'obra (1954), etc.